# St. Michael (Schwebenried)

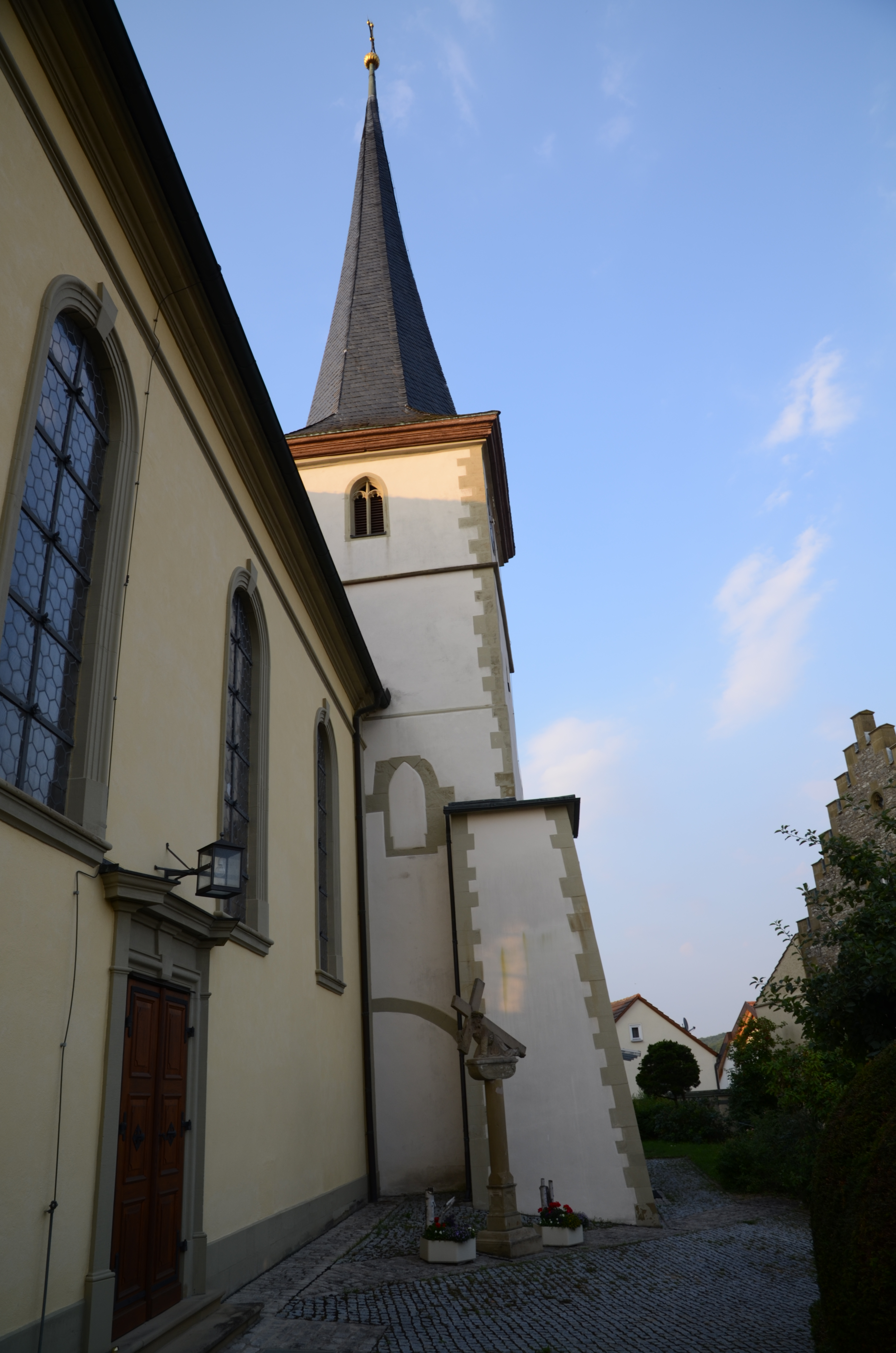
St. Michael (Schwebenried)

Die römisch-katholische, denkmalgeschützte Pfarrkirche St. Michael steht in Schwebenried, einem Gemeindeteil der Stadt Arnstein im Landkreis Main-Spessart (Unterfranken, Bayern). Die Kirche ist unter der Denkmalnummer D-6-77-114-270 als Baudenkmal in der Bayerischen Denkmalliste eingetragen. Die Pfarrei gehört zur Pfarreiengemeinschaft Um Maria Sondheim (Arnstein) im Dekanat Karlstadt des Bistums Würzburg.

## Beschreibung
Die Saalkirche wurde 1762 erbaut. Sie besteht aus einem Langhaus, einem eingezogenen, dreiseitig geschlossenen Chor im Osten und einem Chorflankenturm an dessen Südwand, der bereits vom Vorgängerbau stammt. Er ist als typischer Julius-Echter-Turm mit einem achtseitigen, schiefergedeckten Knickhelm bedeckt. In seinem Glockenstuhl hängen sechs Kirchenglocken. Die Fassade im Westen ist mit einem Schweifgiebel bedeckt. Die Altarretabel des Hochaltars und der beiden Seitenaltäre stammen von Johann Peter Herrlein.